# Joanne Accom
Joanne Accom (Melbourne, 13 novembre 1978) è una cantante australiana di origini sudafricane.

## Biografia
Il singolo di debutto di Joanne Accom, una cover di Jackie di Elisa Fiorillo, è uscito nell'estate del 1998, raggiungendo il terzo posto in classifica in Australia e il quinto posto in Nuova Zelanda. L'anno successivo è stato pubblicato il suo secondo singolo, Pack Your Bags, che non ha eguagliato il successo del precedente, fermandosi al cinquantaquattresimo posto in Australia e al trentunesimo in Nuova Zelanda.
Dopo una serie di cinque singoli che hanno ottenuto un discreto successo in Australia, posizionandosi tutti nella top 50, nel 2001 è stato lanciato l'album di debutto di Joanne, Do Not Disturb, che si è fermato alla quarantacinquesima posizione, rimanendo in classifica per due settimane.
Oggi Joanne Accom continua ad esibirsi con gli Ilanda a Melbourne, dove è ospite fissa in vari locali popolari della città.

## Discografia

### Album
- 2001 - Do Not Disturb

### Singoli
- 1998 - Jackie
- 1999 - Pack Your Bags
- 1999 - Are You Ready
- 2000 - Breakin'... There's No Stopping Us (con gli Ilanda)
- 2001 - Busted
- 2001 - So Damn Fine
- 2001 - I Don't Know